# Iwan Markow
Iwan Markow (bułg. Иван Марков; ur. 14 września 1988 w Burgasie) – bułgarski sztangista, dwukrotny medalista mistrzostw świata i Europy.

## Kariera
Startuje w wadze lekkociężkiej (do 85 kg). W 2012 roku wystartował na igrzyskach olimpijskich w Londynie, zajmując tam czwarte miejsce. Walkę o podium przegrał wagą ciała z Egipcjaninem Tarekiem Abdelazimem. Rok później zdobył srebrny medal na mistrzostwach świata we Wrocławiu, rozdzielając na podium dwóch Rosjan: Aptiego Auchadowa i Artioma Okułowa. W tym samym roku drugie miejsce zajął też na mistrzostwach Europy w Tiranie. Podczas mistrzostw Europy w Tel Awiwie uzyskał 385 kilogramów, co dało mu zwycięstwo. Na rozgrywanych w tym roku mistrzostwach świata w Ałmaty zdobył kolejny srebrny medal, tym razem ulegając tylko Kianoushowi Rostamiemu z Iranu.

## Osiągnięcia
| Rok  | Zawody               | Miasto        | Miejsce | Kategoria | Wynik  |
| ---- | -------------------- | ------------- | ------- | --------- | ------ |
| 2012 | Igrzyska olimpijskie | Londyn        | 4.      | 85 kg     | 375 kg |
| 2013 | Mistrzostwa Europy   | Tirana        | 2.      | 85 kg     | 375 kg |
| 2013 | Mistrzostwa świata   | Wrocław       | 2.      | 85 kg     | 381 kg |
| 2014 | Mistrzostwa Europy   | Tel Awiw-Jafa | 1.      | 85 kg     | 385 kg |
| 2014 | Mistrzostwa świata   | Ałmaty        | 2.      | 85 kg     | 390 kg |